# Рудбар
Рудбар (перс. رودبار, трансліт. Rudbār) (Гілакі:, rubâr) — місто і столиця округу Рудбар провінції Гілан в Ірані. За даними перепису 2006 року, його населення становило 11 454 особи, що проживали у складі 3303 сімей.
Рудбар лежить за 268 кілометрів від Тегерана зі змінним кліматом. Він розташований на краю долини, через яку протікає річка Сефід. Рудбар можна розглядати як ворота до провінції Гілан із центрального Ірану.
Його назва (перською мовою означає «біля річки») є посиланням на річку під назвою Сепід Руд (Sepid Roud), яка протікає повз місто. Рудбар також називають "Roodbar Zeitoun (оливковий)" за оливкові сади в цьому районі.

## Історія
Цивілізація Рудбару та його околиць сягає 2000 років до нашої ери. Там була знайдена чаша Марлік, відомий археологічний артефакт і одна з найстаріших золотих чаш у світі І тисячоліття до нашої ери. З приходом ісламу племена з Дамаска та Халаба (Алеппо) іммігрували та стали там поселенцями. Пізніше Нізарі Ісмаїлі даї вторгся і зрештою створив опорний пункт Асасинів. В епоху Надер-шаха Афшара там також оселилися групи курдів з Кучану та районів північного Хорасана.